# Rezső Kohut
Rezső Kohut, appelé aussi Rozso ou Ferenc Kohut, né le 25 juin 1909 à Szeged (Autriche-Hongrie) et mort à une date inconnue, est un joueur professionnel hongrois de football.
Son frère aîné Vilmos « Willy » Kohut fait aussi carrière de footballeur en France.

## Biographie
Kohut commence sa carrière de footballeur en Hongrie et joue notamment en 1930-1931 au Somogy FC (en) puis en 1931-1932 à Ferencváros (il dispute cette saison la Coupe Mitropa).
Il est recruté en 1933 par l'Olympique de Marseille en France, en même temps que son frère Vilmos « Willy » Kohut. Il ne joue cependant que 3 matchs, sans marquer, puis il part en Espagne, au Valladolid Deportivo, où il inscrit en 1934-1935 10 (ou 11) buts en 18 matchs,,. 
Le SM Caen le fait ensuite signer pour la saison 1935-1936. En 1938-1939 (et avant ?), il joue pour le SO Montpellier.